# Annerose Fiedler
Annerose Fiedler (dekliški priimek Krumpholz), nemška atletinja, * 5. september 1951, Lützensömmern, Vzhodna Nemčija.
Nastopila je na poletnih olimpijskih igrah leta 1972 in dosegla sedmo mesto v teku na 100 m z ovirami. Na evropskih prvenstvih je osvojila srebrno medaljo v isti disciplini leta 1974, na evropskih dvoranskih prvenstvih pa naslov prvakinje v teku na 60 m z ovirami istega leta.